# تیپ ۹۰۰ کفیر

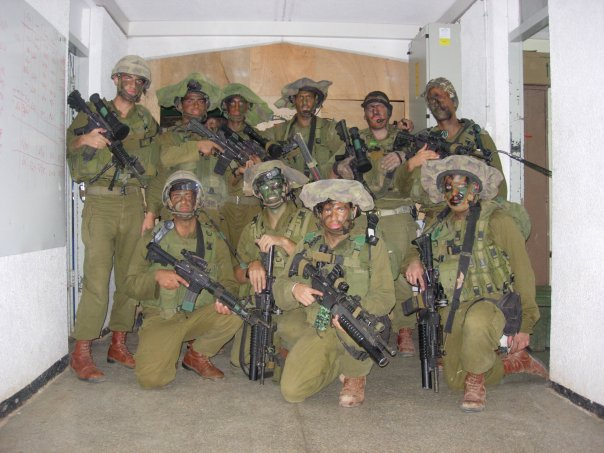
تصویری از گروهی از سربازان واحد لجستیک تیپ کفیر.

تیپ ۹۰۰ کفیر (به عبری: חטיבת כפיר) که سابقاً با نام «تیپ ۹۰۰ام» نیز خوانده می‌شد، یکی از تازه‌ترین تیپ‌های سپاه پیاده اسرائیل در نیروهای دفاعی اسرائیل است. تیپ کفیر از واحدهای تحت امر لشکر ۱۶۲ زرهی هاپلادا است و تحت امر فرماندهی مرکزی اسرائیل قرار دارد.
پادگان تیپ کفیر در استان یهودا و شومرون در کرانه باختری رود اردن واقع شده است و از این روی، سربازان تیپ کفیر، به طور مداوم در عملیات‌های شهری در مناطق فلسطینی مشارکت دارند.

## ظاهر
سربازان عضو تیپ کفیر، کلاه بره استتار (خال‌دار) می‌پوشند و پوتین‌های قرمز رنگ به پا می‌کنند. از آن‌جا که کفیر در عبری به معنای «شیر جوان» است، از نمادهای تیپ کفیر، تصویری از صورت یک شیر بر روی یونیفورم سربازان هک گشته است.